# تپه اطراف شهر سوخته ۳۲۳
تپه اطراف شهر سوخته ۳۲۳ مربوط به هزاره سوم قبل از میلاد است و در شهرستان زابل، بخش شیب آب، دهستان لوتک، روستای حومه شهر سوخته، ۲۲/۸۵۰ کیلومتری جنوب غرب پایگاه شهر سوخته واقع شده و این اثر در تاریخ ۲۸ اسفند ۱۳۸۵ با شمارهٔ ثبت ۱۸۹۵۶ به‌عنوان یکی از آثار ملی ایران به ثبت رسیده است.